# 岳維華
岳維華（1535年—？），字汝西，號三峰，直隸廣平府曲周縣人，民籍，明朝政治人物。

## 生平
順天府鄉試第三十八名舉人。嘉靖四十四年（1565年）中式乙丑科會試第二百六十六名，三甲第八十四名進士。礼部观政，本年六月授祥符知县，隆慶二年（1568年）三月调平遥县，三年十月升松江府同知，萬曆元年（1573年）十二月升本府知府，七年四月降汾州知州，十三年三月升户部员外，十四年正月升郎中，十五年七月給假。十六年闰六月升临洮府知府，二十年升陕西副使。

## 家族
曾祖岳高；祖父岳齡，紀善；父岳充，训导；母李氏，封宜人。弟维霍（武学教授）、维松（庠生）、维崐（举人）、维崙（庠生）。